# La Valette-du-Var
La Valette-du-Var je severovzhodno predmestje Toulona in občina v jugovzhodnem francoskem departmaju Var regije Provansa-Alpe-Azurna obala. Naselje ima okoli 24.000 prebivalcev.

## Geografija
Kraj leži na severovzhodu Toulona.

## Administracija
La Valette-du-Var je sedež istoimenskega kantona, v katerega je poleg njegove vključena še občina Le Revest-les-Eaux s 25.180 prebivalci. Kanton je sestavni del okrožja Toulon.

## Pobratena mesta
- Liévin (Pas-de-Calais, Francija),
- Villingen-Schwenningen (Nemčija).